# Pușcă cu repetiție „Vetterli-Vitali”, model 1870/1887
Pușca cu repetiție „Vetterli-Vitali”, model 1870/1887 a fost o armă individuală de infanterie de calibrul 10.35 mm, cu încărcare manuală, aflată în înzestrarea Armatei Italiene și a altor armate, în perioada Primului Război Mondial și în perioada interbelică. Pușca a fost utilizată și de Armata României, începând cu campania din anul 1917, fiind achiziționate 123.000 de bucăți. :p. 50

## Principii constructive
Pușca Vetterli-Vitali era o armă portativă neautomată, destinată tragerii la distanțe medii și mari. Avea țeavă ghintuită, zăvorâtă cu închizător manual. Sistemul de alimentare era cu acționare manuală, și lamă cu 4 cartușe. Evacuarea tuburilor trase se făcea printr-un orificiu din cutia culatei, cu ajutorul unui mecanism extractor cu gheară. 

### Dezvoltarea
În 1870 Italia a introdus în înzestrarea armatei sale pușca elvețiană Vetterli adaptată la cartușul 10,35 x 47SR. Producția a fost asigurată de patru fabrici de armament de stat (Brescia, Roma, Torino și Torre Annunziata). În 1887, arma concepută inițial pentru trageri foc cu foc a fost modernizată ca armă cu repetiție prin adăugarea unui încărcător cu patru cartușe, dezvoltat dr maiorul Guiseppe Vitali, de la care se trage și denumirea Vetterli Vitali modello 1870/87.

### Primul Război Mondial
În 1916, baionetele italiene model 1870, cu lungimea de 645 mm, au fost scurtate la 362 mm pentru a fi adaptate puștii Vetterli-Vitali model 1870-1887.